# Германци в Пакистан
Има малък брой германци в Пакистан, състоящи се от немски експатрити, студенти, семейства, двойни национални пакистанци-германци и пакистански граждани от немски произход. Техният брой може би достига 200 души в цял Пакистан. В Пешавар има германци. Германия поддържа дипломатическите си връзки с Пакистан чрез посолство в Исламабад и консулство в Карачи.